# 贺建奎
贺建奎（1984年2月9日—） 是一名中国生物物理学研究人员，湖南新化人，曾任南方科技大学副教授。
贺建奎因基因编辑婴儿事件而受学术界指责有違社会伦理。2018年，贺建奎登上英国科学杂志《自然》，其被稱为“基因編輯流氓”（CRISPR rogue）。贺建奎也曾入选2019年的《时代》百大人物，撰写其个人简介的是2020年诺贝尔化学奖得主珍妮弗·道德纳，称“他（贺建奎）鲁莽的实验不仅破坏了科学、医学和道德规范，而且在医学上也没有必要”。2019年12月，深圳市南山区人民法院就该基因编辑婴儿事件按照非法行医等罪，判处贺建奎有期徒刑三年及处罚金人民币300万元；2022年4月刑满释放。获释之后，贺建奎在北京建立个人实验室，称为罕见遗传病“研究负担得起的基因疗法”。

## 生平
賀建奎生於中國湖南省婁底地区新化县，2002年毕业于新化县第一中学284班。2006年本科毕业于中国科学技术大学近代物理系，2010年获美国莱斯大学生物物理学博士学位，师从迈克尔·W·蒂姆。2011年至2012年在斯坦福大学从事博士后研究，2012年經深圳市孔雀计划引进回国，就职于南方科技大學。于2018年2月1日停薪留职（离职期：2018年2月至2021年1月，賀接受訪問時稱由于学校非常支持他的创业工作而批准其申請），基因编辑婴儿事件發生后，引發巨大爭議。在2019年1月21日广东省“基因编辑婴儿事件”调查组公佈初步調查的同日，校方主動與贺建奎解約。2012年7月，贺建奎在深圳创办瀚海基因生物科技有限公司，后陆续成为多家公司的股东和法定代表人。
2023年9月8日，武昌理工学院成立基因药物研究所，贺建奎担任所长。 
2025年5月7日，贺建奎在社交平台X发文，指责中国禁止他的妻子Cathy Tie从美国洛杉矶入境北京，并表示中国政府如果仍不允许妻子入境，他将离开中国，前往美国工作。之后他表示正前往美国驻华大使馆更新绿卡。

## 相关事件

### 基因编辑婴儿事件
2018年11月26日，人民网以《世界首例免疫艾滋病的基因编辑婴儿在中国诞生》为题披露贺建奎团队将基因编辑技术用于人类受精卵并植入母亲子宫，“一对名为露露和娜娜的基因编辑婴儿于11月在中国健康诞生。这对双胞胎的一个基因经过修改，使她们出生后即能天然抵抗艾滋病。”消息公布后，该实验所涉及的伦理等问题立刻引发国内外科学界的质疑和谴责，如112位中国科学家针对此实验的联合声明中，称实验存在严重的生命伦理问题：“这项所谓研究的生物医学伦理审查形同虚设。直接进行人体实验，只能用疯狂来形容。”“此项技术（CRISPR基因编辑技术）早就可以做，但是全球的生物医学科学家们不去做、不敢做，就是因为脱靶的不确定其他巨大风险以及更重要的伦理。”“程序不正义和将来继续执行带来的对人类群体的潜在风险和危害是不可估量的。”以致此事被媒体广泛称之为“基因编辑婴儿事件”，贺建奎本人也因此“一夜成名”。人民网将此前上述正面角度的报道删除，人民日报之后的社评则对贺建奎进行了严厉批评。
2018年11月28日，贺建奎在香港第二届基因编辑国际峰会上称，对“基因编辑婴儿”这项医学上的突破感到自豪。在峰会之后，南科大的校长陈十一与其会谈，询问了实验的详情并随后一同回到深圳，苹果日报、纽约时报声称贺建奎已被校方“软禁”。翌日，中华人民共和国科学技术部要求暂停贺建奎的科研活动，中国科学技术协会取消了贺建奎第十五届“中国青年科技奖”参评资格。
2018年12月6日，國務院總理李克強主持國家科技領導小組會議時特別提到「要嚴肅查處違背科研道德和倫理的不端行為」。這是黨和國家領導人首次對此事作正式回應。賀在風波發酵後在南科大的賓館居住，人身受到「隔離」，樓下有人輪班看守，但仍能與外界保持電郵和電話聯絡。而他原本的辦公室則被封鎖，大學同時對內部通知全部教員，不得就事件接受傳媒訪問，而中國传媒亦收到禁令而未有跟進事件。
麻省理工学院（MIT）聲稱其在2019年間曾收到賀建奎基因編輯研究的內部文件，並由4位專家共同進行審閱。同年12月間MIT公布部分經過擷選的內容，認定賀建奎先前的主張是欺騙外界，這項研究中所謂對雙胞胎進行的基因編輯根本無效，甚至可能導致難以預料的突變；此外，MIT也認為所謂自願參加基因編輯計劃的夫妻們，可能有其不得已的原因。2019年12月30日，基因编辑婴儿事件经深圳市南山区人民法院一审公開宣判，贺本人因非法行医罪而被判处有期徒刑三年，并处罚金人民币300万元。贺建奎已于2022年4月刑满释放。2023年2月5日，贺建奎接受南華早報採訪時透露三名基因编辑儿童正与父母一起幸福地生活。

### 申请香港高端人才通行证事件
2023年2月21日，香港明報頭版報道，贺建奎称其香港高端人才通行证申请已获批准，称“香港是一个开放、包容的城市，我看好香港的前景”。但報道刊發當天深夜，香港入境事務處指經檢視有關申請後，懷疑有人以虛假陳述獲得簽證／進入許可，入境處長已依法宣告賀建奎的簽證／進入許可無效，並會進行刑事調查。